# Afónkino
Afónkino o Afónykino (en rus: Афонькино) és un poble de la República de Marí El, a Rússia, que en el cens del 2010 tenia 27 habitants. Pertany al districte rural de Kozmodemiansk.